# Ị̂
Ị̂ (minuscule : ị̂), appelé I accent circonflexe point souscrit, est une lettre latine utilisée dans l’écriture de l’avokaya.
Il s’agit de la lettre I diacritée d’un accent circonflexe et d’un point souscrit.

## Représentations informatiques
Le I accent circonflexe point souscrit peut être représenté avec les caractères Unicode suivants : 
- composé et normalisé NFC (latin étendu additionnel, diacritiques)[1],[2] :

| formes    | représentations | chaînes de caractères | points de code | descriptions                                                            |
| --------- | --------------- | --------------------- | -------------- | ----------------------------------------------------------------------- |
| capitale  | Ị̂               | Ị◌̂                    | U+1ECA U+0302  | lettre majuscule latine i point souscrit diacritique accent circonflexe |
| minuscule | ị̂               | ị◌̂                    | U+1ECB U+0302  | lettre minuscule latine i point souscrit diacritique accent circonflexe |

- décomposé et normalisé NFD (latin de base, diacritiques) :

| formes    | représentations | chaînes de caractères | points de code       | descriptions                                                                        |
| --------- | --------------- | --------------------- | -------------------- | ----------------------------------------------------------------------------------- |
| capitale  | Ị̂               | I◌̣◌̂                   | U+0049 U+0323 U+0302 | lettre majuscule latine i diacritique point souscrit diacritique accent circonflexe |
| minuscule | ị̂               | i◌̣◌̂                   | U+0069 U+0323 U+0302 | lettre minuscule latine i diacritique point souscrit diacritique accent circonflexe |